# HMS Alfred (1778)
HMS Alfred (1778) — 74-пушечный линейный корабль третьего ранга. Первый корабль Королевского флота, названный Alfred. Головной корабль одноименного типа. Заказан 13 августа 1772 года. Спущен на воду 22 октября 1778 в Чатеме.

## Служба
Участвовал в Американской революционной войне. Был при Форт-Ройял, при Чесапике, при Островах Всех Святых, в проливе Мона.
1782 — капитан Т. Дюмареск (англ. T. Dumaresq), Северная Америка.
1782 — капитан Бейн (W. Bayne). С эскадрой сэра Джорджа Родни в Вест-Индии.
Alfred был в красной эскадре (контр-адмирала Худа) в стычке с французами под командованием де Грасса 9 апреля, в проливе между островами Всех Святых и Доминикой. После первоначального обмена залпами, ничего особенного не произошло, за исключением некоторой перестрелки издали. Основной потерей была смерть капитана Бейна. Следующие два дня прошли в погоне.
12 апреля де Грасс со своим флотом привелся, чтобы защитить лишившийся мачт фрегат, уходивший на Гваделупу, за которым погнались четырех британских корабля. Родни отозвал погоню и поднял сигнал строить линию баталии. После четырех часов боя французы увалились под ветер и вскоре отступали в беспорядке. Последовала общая погоня, в результате четыре французских корабля были захвачены в плен и один сожжен.
В этих двух боях Alfred потерял 12 человек убитыми, в том числе капитана, и 40 ранеными.
Alfred был с контр-адмиралом Худом 19 апреля, когда еще четыре французских кораблей были захвачены в проливе Мона.
Участвовал во Французских революционных войнах. Был при Первом июня.
1793 — капитан Дж. Бэзли (англ. J. Bazeley).
1795 — Alfred вышел с флотом контр-адмирала Кристиана (англ. Christian) из Сент-Хеленс в ноябре 1795 года. Дважды возвращался из-за плохой погоды и наконец, в феврале отправился с конвоем.
В марте захватил Favorite (22), шедший под французским флагом.
1796 — февраль, капитан Томас Друри (англ. Thomas Drury).
Осенью 1798 года вернулся из Вест-Индии, где 12 июля 1796 у Сан-Доминго захватил Renommee (44). Приз был взят в британскую службу.
1797 — январь, капитан Т. Тотти (англ. T. Totty).
1799 — 6 января был получен приказ немедленно оборудовать Alfred во временное госпитальное судно. В Плимуте командовать им был назначен лейтенант С. Холмс (англ. S. Holmes). В середине февраля корабль был превращен в плавучую тюрьму.
Участвовал в Наполеоновских войнах. В 1807 году был при Копенгагене.
1805 — в ремонте в Плимуте.
1807 — март, капитан Джон Блай (англ. John Bligh). Служил под командованием адмирала Гамбье при Копенгагене, был старшим при высадке армии и её припасов. Позднее служил в течение года у берегов Португалии под командованием сэра Чарльза Коттона (англ. Charles Cotton).
В начале июля 1808 года с Alfred, по просьбе жителей, высадились морские пехотинцы для занятия Фигейраш, а 9 июля капитан Блай во главе 500 морских пехотинцев высадился в бухте Мондего, чтобы обеспечить плацдарм до прибытия сэра Артура Уэлсли. Оказывал такую же помощь бригадному генералу Анструтеру (англ. Anstruther) в Пенише, и бригадному генералу Экленду (англ. Acland) в Масейра.
Капитан Блай присутствовал в решающей битве при Вимейру 21 августа, затем Alfred вернулся в Англию с русской эскадрой, которая сдалась после долгой блокады в реке Тахо.
1809 — в январе капитан Джон Хейс, замещая капитана Alfred, командовал небольшой эскадрой, оставленной сэром Самюэлем Худом, для прикрытия посадки на корабли частей отступающей армии генерал-лейтенанта Мура.
1809 март — капитан Джосайя Р. Уотсон (англ. Jos. R. Watson).
16 декабря Alfred, вместе с HMS Sceptre и HMS Freija присоединился к вице-адмиралу Кокрейну в бухте Форт-Ройял, Мартиника. Им не довелось встать на якорь, так как бриг Observateur сообщил сигналом, что его преследовали четыре вражеских фрегата, которые захватили и сожгли Junon.
Они прибыли к островам Всех святых 18 декабря. Капитан Уотсон получил приказ охранять Бас-Тер, в то время как остальные корабли уничтожили два вражеских фрегата (Loire и Seine), примерно в 9 милях к северу от города.
1811 — Кадис. 6 марта морские пехотинцы с Alfred принимала участие в отвлекающей высадке в Санта-Мария между портами Рота и Каталина. Капрал Джон Инглби (англ. John Ingleby) был ранен.
В июне Alfred, временно под командованием лейтенанта Джорджа Вестфаля (англ. George Westphal), крейсировал между мысом Трафальгар и мысом Спартель. Позднее в том же году (Кадис) назначен капитан А. П. Холлс (англ. A. P. Holles).
В ноябре 1812 года Alfred был выведен в резерв в Портсмуте, команда рассчитана.
14 декабря 1812 года в Портсмуте проходил военно-полевой суд над лейтенантом с Alfred Р. Марли (англ. R. N. Marley). Он обвинялся в порче казенной гравировки пистолетов, принадлежащих кораблю, чтобы ими мог пользоваться не только он лично, но и другие лица. Принимая во внимание хорошее поведение в прошлом и полученные в бою раны, он был приговорен к снятию двух лет выслуги и получил строгий выговор.
1814 — Портсмут. Корабль отправлен на слом и разобран.